# 547 Praxedis
547 Praxedis este un asteroid din centura principală, descoperit pe 14 octombrie 1904, de Paul Götz.